# Karkkiautomaatti
Karkkiautomaatti (finska för "Godisautomat") var ett finskt indiepopband verksamt mellan 1993 och 1998. Bandet sjöng på finska och pendlade musikaliskt mellan poppunk och Kent/Radiohead-doftande melankolisk pop. Sedan bandets uppbrott har sångaren Janne Kuusela haft framgångar med bandet Liekki.
2006 utkom dubbel-cd:n Kaikilla med bandets samtliga 59 utgivna låtar.

## Medlemmar
- Janne Kuusela – sång, gitarr (1993–1998)
- Sami Häikiö – bas (1993–1998)
- Mikko Huusko – trummor (1993–1996)
- Jenni Rope – keyboard (1997–1998)
- Vesa Lehto – trummor (1997–1998)

## Diskografi

### Album
- Karkuteillä (1994)
- Kaksi-nolla (1996)
- Suudelmilla (1998)
- Kaikilla (samling, 2006)

### EP
- Rakkaudella (1993)
- Kävelyllä (1993)
- Trallalalla (1994)
- Lämmöllä (1996)

### Singlar
- Seikkailuun (1997)
- Susan (1998)